# Milan Foot-Ball and Cricket Club 1907-1908
Questa voce raccoglie le informazioni riguardanti il Milan Foot-Ball and Cricket Club nelle competizioni ufficiali della stagione 1907-1908.

## Stagione

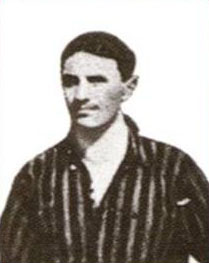
Gerolamo Radice, al Milan dal 1906 al 1909

Per questa stagione la federazione limita l'iscrizione al campionato solo a squadre interamente costituite da calciatori italiani. Per tale motivo il Milan, che ha in rosa un ragguardevole numero di stranieri, rinuncia all'iscrizione al campionato in segno di protesta. L'esempio è seguito anche da altre società blasonate.
La stagione è caratterizzata dalla conquista di due importanti coppe: la Palla Dapples, vinta in otto occasioni, e la Coppa Lombardia, che, dopo la quarta vittoria consecutiva, come da regolamento, il Milan si aggiudica definitivamente. A fine stagione dà l'addio al Milan Herbert Kilpin, cofondatore e primo allenatore della società rossonera. La parte finale di questa stagione è anche caratterizzata dalla prima crisi societaria: quarantaquattro soci dissidenti abbandonano il Milan e fondano una nuova società, l'Inter.

## Divise
La divisa è una camicia a maniche lunghe e strisce verticali sottili della stessa dimensione, rosse e nere, stemma di Milano sul petto (croce rossa su sfondo bianco), calzoncini bianchi e calzettoni neri.
| Casa |

## Organigramma societario
Area direttiva
- Presidente: Alfred Edwards
- Vice presidente: Edward Nathan Berra
- Segretario: Giorgio Muggiani, poi
Luigi Bianco

Area tecnica
- Allenatore: Giannino Camperio

## Rosa
| N. |                     | Ruolo | Calciatore      |
| -- | ------------------- | ----- | --------------- |
|    | Italia (bandiera)   | P     | Gerolamo Radice |
|    | Italia (bandiera)   | D     | Carlo Bianchi   |
|    | Italia (bandiera)   | D     | Andrea Meschia  |
|    | Italia (bandiera)   | D     | Guido Moda      |
|    | Italia (bandiera)   | D     | Marco Sala      |
|    | Svizzera (bandiera) | C     | Alfred Bosshard |
|    | Italia (bandiera)   | C     | Attilio Colombo |
|    | Svizzera (bandiera) | C     | Carlo Hopf      |

| N. |                        | Ruolo | Calciatore                |
| -- | ---------------------- | ----- | ------------------------- |
|    | Inghilterra (bandiera) | C     | Herbert Kilpin (capitano) |
|    | Italia (bandiera)      | C     | Attilio Trerè             |
|    | Italia (bandiera)      | A     | Luigi Forlano             |
|    | Svizzera (bandiera)    | A     | Hans Walter Imhoff        |
|    | Italia (bandiera)      | A     | Pietro Lana               |
|    | Germania (bandiera)    | A     | Johann Ferdinand Mädler   |
|    | Italia (bandiera)      | A     | Vittorio Pedroni          |
|    | Italia (bandiera)      | A     | Alessandro Trerè          |

## Risultati

### Palla Dapples

#### Finale
| Milano 3 novembre 1907 Finale                  | Milan     | 6 – 0 referto | Ausonia | Campo Milan di Porta Monforte |
| \| \| \| \| \| Imhoff 10’ ? \| Marcatori \| \| |           |               |         |                               |
|                                                |           |               |         |                               |
| Imhoff 10’ ?                                   | Marcatori |               |         |                               |

| Arbitro: | Franziosi (Milano) |

|   |           |  |
| ? | Marcatori |  |

| Arbitro: | Rizzi (Milano) |

|          |           |               |
| Hopf 82’ | Marcatori | ? 16’ Varisco |

| Arbitro: | Calì (Genova) |

|   |           |            |
| ? | Marcatori | 16’ Lana ? |

| Arbitro: | Pedroni (Milano) |

|                  |           |           |
| Lana 16’ Pedroni | Marcatori | Recalcati |

| Arbitro: | Frey (Torino) |

|         |           |  |
| Forlano | Marcatori |  |

| Arbitro: | Camperio (Milano) |

|   |           |   |
| ? | Marcatori | ? |

| Arbitro: | Pasteur (Genova) |

|         |           |                   |
| Gotzlof | Marcatori | rig.’ Hopf ? Zryd |

| Arbitro: | Magni (Milano) |

|                       |           |      |
| Forlano 22’ Trerè 32’ | Marcatori | Frey |

| Arbitro: | Alziator (Milano) |

|   |           |         |
| ? | Marcatori | Lindsay |

| Arbitro: | Camperio (Milano) |

|   |           |  |
| ? | Marcatori |  |

### Coppa Lombardia
| Arbitro: | Bertinetti (Vercelli) |

|   |           |   |
| ? | Marcatori | ? |

| Arbitro: | Bertinetti (Vercelli) |

|   |           |  |
| ? | Marcatori |  |

- Classifica finale: Milan 4 punti, Torino 2 punti, U.S. Milanese 0 punti. Il Milan si aggiudica definitivamente il trofeo.

## Statistiche

### Statistiche di squadra
| Competizione    | Punti | In casa | In casa | In casa | In casa | In casa | In casa | In trasferta | In trasferta | In trasferta | In trasferta | In trasferta | In trasferta | Totale | Totale | Totale | Totale | Totale | Totale | DR  |
| Competizione    | Punti | G       | V       | N       | P       | Gf      | Gs      | G            | V            | N            | P            | Gf           | Gs           | G      | V      | N      | P      | Gf     | Gs     | DR  |
| --------------- | ----- | ------- | ------- | ------- | ------- | ------- | ------- | ------------ | ------------ | ------------ | ------------ | ------------ | ------------ | ------ | ------ | ------ | ------ | ------ | ------ | --- |
| Prima Categoria | -     | 0       | 0       | 0       | 0       | 0       | 0       | 0            | 0            | 0            | 0            | 0            | 0            | 0      | 0      | 0      | 0      | 0      | 0      | 0   |
| Palla Dapples   | -     | 9       | 5       | 1       | 2       | 18      | 9       | 2            | 2            | 0            | 0            | 5            | 2            | 11     | 7      | 1      | 2      | 23     | 11     | +12 |
| Coppa Lombardia | -     | 2       | 2       | 0       | 0       | 4       | 2       | 0            | 0            | 0            | 0            | 0            | 0            | 2      | 2      | 0      | 0      | 4      | 2      | +2  |
| Totale          | -     | 11      | 7       | 1       | 2       | 22      | 11      | 2            | 2            | 0            | 0            | 5            | 2            | 13     | 9      | 1      | 2      | 27     | 13     | +14 |